# 가미카와 아키히코
가미카와 아키히코(일본어: 神川 明彦, 1966년 7월 9일 ~ )는 일본의 축구 감독이다.

## 지도자 경력
은퇴 후에는 메이지 대학의 코치(1994년-2013년)를 거쳐, 2016년 그루자 모리오카의 감독으로 취임하였다.